# Округ Кит (Небраска)
Кит (енгл. Keith County) је округ у америчкој савезној држави Небраска.

## Демографија
По попису из 2010. године број становника је 8.368, што је 507 (-5,7%) становника мање него 2000. године.
| Група             | 2000.         | 2010.         |
| Белци             | 8.386 (94,5%) | 7.728 (92,4%) |
| Афроамериканци    | 7 (0,1%)      | 18 (0,2%)     |
| Азијати           | 15 (0,2%)     | 33 (0,4%)     |
| Хиспаноамериканци | 375 (4,2%)    | 474 (5,7%)    |
| Укупно            | 8.875         | 8.368         |